# Монтецемоло
Монтецемоло (итал. Montezemolo) је насеље у Италији у округу Кунео, региону Пијемонт.
Према процени из 2011. у насељу је живело 305 становника. Насеље се налази на надморској висини од 734 м.

## Становништво
Према резултатима пописа становништва 2011. у општини је живело 270 становника.
| 1931. | 1936. | 1951. | 1961. | 1971. | 1981. | 1991. | 2001. | 2011. |
| ----- | ----- | ----- | ----- | ----- | ----- | ----- | ----- | ----- |
| 497   | 459   | 431   | 327   | 255   | 211   | 228   | 305   | 270   |